# 巴拿巴書
《巴拿巴書》（Epistle of Barnabas）是一份书信体的基督教文献，由希腊文写成，记有二十一章，全本保存于西乃抄本，与黑馬牧人書在所有新约正典书卷之后。作於135年的亞歷山太，传统上认为是保羅的同工巴拿巴所寫，但也有人认为是另一个同名的使徒教父亞歷山太的巴拿巴，或者只是一个早期基督教教师。

## 抄本传统
《巴拿巴書》全文见于西乃抄本（简称S，4世纪）及耶路撒冷抄本（Codex Hierosolymitanus，简称 H，11世纪）。两者的文字相当吻合。
另一版本删简的版本见于九个希腊文抄本（G，十一世纪后），是位于《坡旅甲达腓立比人书》 1.1-9.2 之后接续的巴拿巴書 5.7a 以后的内容，两者之间没有明文表示承接或转折。这一版本在读文上多近于古拉丁文版本（L）,而异于 S 和 H。直至1843年，在西欧发现的所有八个来源于 G 的抄本都没有包括巴拿巴書第 1 章至 5.7a 之间的内容。
古拉丁文版本（L）现存巴拿巴書首十七章，未见其第二部份（18-21）。该版本应不晚于四世纪，仅存于一个九世纪时的抄本（St Petersburg, Q.v.I.39）。这一版本的翻译通常是希腊文的直译（但有时较明显希腊文本短），多处异文与 G 同。
亞歷山太的革利免曾引用过巴拿巴書，亦有书信第二部份（18-21）的叙利亚文断片散见于别处。

## 内容简介
此書分兩部份。第一部份（1-17）討論教義，主要是以寓意法解釋舊約。
第二部份（18-21）討論實務，論到如《十二使徒遺訓》中所記的「生死兩道」。書中也有提到基督的先存與祂在創造時的參與。